# Bob Bennett
Bob Bennett (n. 23 mai 1943, Los Angeles, California, SUA) este un înotător ce a reprezentat Statele Unite ale Americii, medaliat olimpic. A participat la două ediții ale Jocurilor Olimpice (1960, 1964) în care a câștigat 4 medalii de bronz.